# Península de Capachica
La Península de Capachica es una alargada península del Perú, que se adentra en las aguas del lago Titicaca y está unida al resto del territorio peruano por el noroeste. Forma, junto a la península de Chucuito, la espaciosa bahía de Puno. La península tiene aproximadamente 28 km de longitud y una anchura máxima de unos 8,8 km. La sección más estrecha de la península, tiene una anchura mínima de unos 3,5 km. Políticamente, la península comprende el distrito de Capachica y parte del distrito de Coata, en la provincia de Puno, dentro del  departamento del mismo nombre. Por el lado sureste de la península, a poca distancia de sus costas, se encuentran las islas Amantaní, Isañata, Ticonata, Yoca, Cayen y Silariyoc.
Presenta un relieve irregular caracterizado por una zona de pampas, valles y quebradas, y una cadena de cerros rocosos que recorre toda la península y que actúa a manera de contrafuertes contra los embates de los vientos. Entre las principales altitudes de la península se encuentran el cerro Allan Pucara (4237 m), Lorisancuca (4019 m), Tocctoro (3920 m) y Asasia (3873 m). El clima es templado y seco durante el día, y frígido por las noches esto provocado por la brisa del lago. Las precipitaciones máximas se dan durante el verano, en los meses de diciembre a marzo. En el invierno normalmente caen fuertes heladas, con precipitaciones pluviales esporádicas.
El poblado más grande en la península es Capachica, capital del distrito del mismo nombre; otras poblaciones importantes son: Llachón, Ccotos y Siale. La flora es rica y variada, existen arbustos nativos e introducidos. Los más comunes son: cantutas, queñuales, kolles, thola, carihuas, ortiga, muña, koras, trifolin, ichu, eucalipto, cipreses, pino entre otras. La fauna es similar a la de otros lugares del lago Titicaca, destacándose principalmente patos, zambullidores, chulumpi tiki, guallatas y parihuanas. Asimismo, presenta un paisaje atractivo para la recreación y turismo.